# Möten i skymningen
För filmen som bygger på romanen, se Möten i skymningen (film).
Möten i skymningen är en roman av Per Anders Fogelström från 1952. Boken utspelar sig i Stockholm i början av 1950-talet.
Romanen filmatiserade 1957 i regi av Alf Kjellin, se Möten i skymningen (film).

## Romanfigurer
- Viktor ”Vicke” Strömgren
- Alice – Kvinnan Viktor älskar, men som inte vill ha honom
- Karin – dotter till Viktor och Karin
- Henry Jonsson – Bor i samma hus som Viktor
- Elsa Jonsson – Henrys fru
- Olle Lindberg – Bor inneboende hos Viktor
- Roffe Sköld – Viktors vän
- Irma Sköld – Roffes fru
- Fru Wiegel – Alice mor
- Barbro Borg – Irmas syster
- Agnes – Barbrors moster, äger ett café